# آیروکلند کلاس نشویل
آیروکلند کلاس نشویل (به انگلیسی: Nashville-class ironclad) یک کلاس از کشتی است که طول آن ۲۷۱ فوت (۸۳ متر) می‌باشد.